# Barbares (série télévisée, 2020)
Pour les articles homonymes, voir Barbare (homonymie).
Barbares (Barbaren) est une série télévisée allemande créée par Andreas Heckmann, Arne Nolting et Jan Martin Scharf, et mise en ligne entre le 23 octobre 2020 et le 21 octobre 2022 sur Netflix.
La série couvre la bataille de la forêt de Teutoburg,.

## Synopsis
En l'an 9 après Jésus-Christ, l'expansion de l'Empire romain à travers les terres germaniques jusqu’à l’Elbe est mise en péril durant la Bataille de Teutobourg. En cette fin de règne de l’empereur Auguste, la Germanie, couverte de forêts et divisée en tribus, a été conquise par Rome depuis une vingtaine d'années. Le gouverneur romain Varus fait confiance au jeune chevalier Arminius (Hermann), fils d’un roi Germain qu’il a éduqué à Rome et qui l’accompagne dans la nouvelle province de Germanie, entre le Rhin et l’Elbe. Arminius, choqué par les exigences fiscales des Romains, rejoint les tribus révoltées et épouse une princesse germanique puis organise, avec les rois des tribus germaniques, un piège pour l’armée romaine. Il convainc Varus de traverser une vaste forêt où ses trois légions (15 000 hommes) s’étirent en file sur d’étroits chemins. C'est là, profitant de la pluie, que les guerriers germains attaquent les troupes romaines en scindant leur longue colonne. Face au désastre et constatant la trahison de son fils adoptif, Varus se suicide.

## Distribution

### Acteurs principaux
- Laurence Rupp (de) (VF : Alexis Victor) : Arminius
- Jeanne Goursaud (VF : Florine Orphelin) : Thusnelda
- David Schütter (de) (VF : Julien Allouf) : Folkwin Wolfspeer
- Gaetano Aronica (de) : Varus (saison 1)
- Bernhard Schütz (de) (VF : Mathieu Buscatto) : Segestes
- Nicki von Tempelhoff (de) (VF : José Luccioni) : Segimer
- Eva Verena Müller (de) (VF : Audrey Sourdive) : Irmina
- Daniel Donskoy (de) (VF : Léo Faure) : Flavus (saison 2)
- Murathan Muslu (de) (VF : Jérémie Covillault) : Marbod (saison 2)
- Alessandro Fella : Germanicus (saison 2)
- Cynthia Micas (de) (VF : Aurélie Konaté) : Dido (saison 2)
- Giovanni Carta : Tibère (saison 2)

### Acteurs récurrents
- Florian Schmidtke (de) (VF : Xavier Fagnon) : Talio (saisons 1-2)
- Denis Schmidt (VF : Serge Biavan) : Rurik (saisons 1-2)
- Sergej Onopko (de) (VF : Damien Ferrette) : Hadgan (saisons 1-2)
- Jeremy Miliker (de) (VF : Kaycie Chase) : Ansgar (saisons 1-2)
- Ronald Zehrfeld (VF : Boris Rehlinger) : Berulf (saison 1)
- Nikolai Kinski (VF : Sébastien Desjours) : Pelagios (saison 1)
- Urs Rechn (VF : Michel Vigné) : Kunolf le Brukteer (saison 1)
- Mathis Landwehr (de) (VF : Eilias Changuel) : Eigil (saison 1)
- Matthias Weidenhöfer (de) (VF : Guillaume Orsat) : Golmad (saison 1)
- Sophie Rois (VF : Laurence Charpentier) : Seeress Runa (saison 1)
- Robert Maaser (de) : Odvulf (saison 2)
- Gabriele Rizzoli : Gaius (saison 2)

Version française dirigée par José Luccioni, (saison 1) puis Edgar Givry (saison 2) au studio Audi'Art Dub, d'après une adaptation des dialogues de Nevem Alokpah et François Bercovici,.
 Source et légende : version française (VF) sur RS Doublage, Doublage Séries Database et selon le carton télévisé du doublage français.

## Épisodes

### Première saison (2020)
Diffusée à partir du 23 octobre 2020.
1. Le Loup et l'Aigle (Wolf und Adler)
2. La Vengeance (Die Vergeltung)
3. Au bord du précipice (Am Abgrund)
4. Un nouveau Reik (Ein neuer Reik)
5. La Trahison (Der Verrat)
6. La Bataille (Die Schlacht)

### Deuxième saison (2022)
Diffusée à partir du 21 octobre 2022.
1. Les Nouvelles Légions (Neue Legionen)
2. Pris au piège (Gefangen)
3. Pères (Väter)
4. Le Serment (Der Schwur)
5. Perdus (Verloren)
6. Le Prix (Der Preis)